# 이름앞 칭호
이름앞 칭호(Pre-nominal letters)는 이름 뒤에 배치되는 이름뒤 칭호와 구별하여 사람의 이름 앞에 배치되는 칭호이다. 전문 직함과 같은 이름앞 칭호의 예로는 Doctor, Captain, EUR ING(유럽 공학자), Ir(Ingenieur), Mons.(몬시뇰), CA(인도 칙허 회계사) 및 교수가 있다.
이러한 독특한 칭호는 정중한 호칭에 사용되는 표준 경칭을 대체하여 성별과 여성의 경우 결혼 상태를 나타낸다. 일반적인 영어 형식은 Mr., Ms., Mrs. 및 Miss이다. 이러한 경어는 일반적으로 직함으로 간주되지 않는다.

## 같이 보기
- 이름뒤 칭호